# لويس أورتيز
لويس أورتيز (بالإنجليزية: Luis Ortiz)‏ (مواليد 5 نوفمبر 1965) هو ملاكم أمريكي، مثّل بلاده في الألعاب الأولمبية الصيفية 1984.

## روابط خارجية
لويس أورتيز على موقع أوليمبيديا (الإنجليزية)